# Ronny Levy
Ronny Levy - em hebraico, רוני לוי (Netanya, 14 de novembro de 1966) é um ex-futebolista e treinador de futebol israelense. Atualmente, é o técnico do Anorthosis Famagusta.

## Carreira de jogador
Como jogador, Levy atuava como volante, defendendo 3 clubes durante sua carreira: o Maccabi Netanya, o Bnei Yehuda (por empréstimo) e Maccabi Haifa, onde venceu a maioria de seus 4 títulos como atleta. Uma grave lesão no joelho forçou sua aposentadoria prematura, em 1997.
Pela Seleção Israelense, jogou 16 vezes entre 1992 e 1995, não marcando nenhum gol.

## Carreira como treinador
Já aposentado, Levy tornou-se auxiliar-técnico no Maccabi Haifa em 1999, sendo promovido a técnico dos juniores no ano seguinte. Seria no mesmo clube que ele faria sua estreia como treinador, em 2003. Durante sua gestão, o Maccabi venceu 3 vezes o Campeonato Israelense e a Copa Toto em outras 3 oportunidades, além de ter levado o clube à classificação para a fase de grupos da Copa da UEFA de 2006–07. Foi, ainda, pioneiro em usar softwares personalizados para realização de análises táticas de rivais e do próprio time. Após um desempenho modesto em 2007-08, onde ficou em quinto lugar, deixou o comando técnico, sendo substituído por Elisha Levy, com quem não possui parentesco. Voltaria ao Maccabi em 2015, sem o mesmo êxito da primeira passagem.
Treinou ainda Maccabi Petah-Tikva, Unirea Urziceni, Beitar Jerusalém (2 passagens), Steaua Bucareste, Anorthosis Famagusta (2 passagens) e Maccabi Netanya.